# 720

720(칠백이십)은 719보다 크고 721보다 작은 자연수다.

## 수학
- 합성수로, 그 약수는 총 30개다. (1, 2, 3, 4, 5, 6, 8, 9, 10, 12, 15, 16, 18, 20, 24, 30, 36, 40, 45, 48, 60, 72, 80, 90, 120, 144, 180, 240, 360, 720)
  - 약수가 30개인 가장 작은 자연수다.
  - 720의 진약수의 합은 1698이므로, 720은 과잉수다.
- 14번째 고도 합성수다. 앞의 고도 합성수는 360, 다음은 840이다.
- {\displaystyle 720=6!=1\times 2\times 3\times 4\times 5\times 6=2\times 3\times 4\times 5\times 6}
  - 6 이하의 모든 자연수의 곱(계승)이다.
  - 연속하는 자연수 5개의 곱으로 나타낼 수 있으며, 이 성질을 지닌 앞의 수는 120, 다음 수는 2520이다.
  - 연속하는 자연수 6개의 곱으로 나타낼 수 있는 가장 작은 수이며, 이 성질을 지닌 다음 수는 5040이다.
- {\displaystyle 720=8\times 9\times 10=16\times 45}
  - 연속하는 세 자연수(8, 9, 10)의 곱으로 나타낼 수 있으며, 이 성질을 지닌 앞의 수는 504, 다음 수는 990이다.
  - 연속하는 두 십육각수(16, 45)의 곱으로 나타낼 수 있으며, 이 성질을 지닌 앞의 수는 16, 다음 수는 3960이다.
- {\displaystyle 720=12^{2}+24^{2}}
  - 연속하는 두 개의 {\displaystyle 12n}({\displaystyle n}은 자연수)의 제곱합으로 나타낼 수 있는 가장 작은 수다. 이 성질을 지닌 다음 수는 1872이다.
- {\displaystyle 720=3^{6}-3^{2}}
- {\displaystyle 71^{2}-1}은 720으로 나누어떨어진다.
- 육각형의 모든 내각의 합은 720°다.

## 과학·기술
- NGC 720(영어판): 고래자리 방향에 있는 타원은하.
- 720p: 디스플레이 해상도의 축약어.
- 보잉 720: 보잉의 4발 제트 여객기.

## 교통

### 철도
- 서울 지하철 7호선 상봉역의 역번호.

### 도로
- 720번 지방도: 전북특별자치도 익산시 오산면 장신리에서 금마면 동고도리까지 이어지는 대한민국의 지방도.
- 현도 제720호선

## 군사
- 720 해군 항공대(영어판): 과거 존재한 영국의 해군 항공대.
- U-720(영어판): 제2차 세계 대전에 사용된 나치 독일의 군용 잠수함.

## 문화유산
- 대한민국의 보물 제720호: 금강반야경소론찬요조현록

## 기타
- 날짜: 7월 20일
- 연도: 720년, 기원전 720년
- 720년대
- 한국십진분류법에서 중국어에 관한 책들이 분류되는 번호.